# Karl Ortelt
Karl Ortelt (auch Carl Ortelt; * 12. Juni 1907 in Mühlhausen/Thüringen; † 13. November 1972 in Jena) war ein deutscher Maler und Grafiker. Er zählt zu den Künstlern der „verschollenen Generation“.

## Leben und Werk
Karl Ortelt absolvierte nach dem Besuch der Volksschule von 1921 bis 1923 eine Lehre als Bauschlosser. Bis 1927 arbeitete er in seinem Beruf. Danach wurde er arbeitslos und übte verschiedenen Gelegenheits-Arbeiten aus. 1931 erhielt er eine Anstellung als Theatermaler bei einem Theaterverlag in Mühlhausen. 1932 bis 1934 nahm er in Mühlhausen Kunst- und Malunterricht an der Abendschule des Bildhauers Walter Krause (1891–1967). Sein erster Kunstauftrag war ein dreiteiliges Wandbild für eine Schule in Mühlhausen, das 1933 auf Anordnung der Nationalsozialisten übertüncht wurde. Ortelt war in der Zeit des Nationalsozialismus Mitglied der Reichskammer der bildenden Künste. Es ist aber die Teilnahme an nur einer Ausstellung bekannt. Von 1934 bis 1940 studierte Ortelt an der Staatlichen Hochschulen für Baukunst, bildende Künste und Handwerk in Weimar. Bei Alfred Hierl (1910–1950) wurde er dort Meisterschüler. Als er 1939 die Wanderausstellung „Entartete Kunst“ in Weimar besuchte, war er tief beeindruckt von den verfemten Werken der Moderne. Ab 1940 nahm Ortelt als Soldat der Wehrmacht am Zweiten Weltkrieg teil. Bis 1946 war er in US-amerikanischer Kriegsgefangenschaft. Von dort zog er nach Engelrod in Hessen, wo er als freischaffender Maler arbeitete. 1947 und 1948 veranstaltete das Hohhausmuseum im nahegelegenen Lauterbach (Hessen) Ausstellungen für Karl Ortelt, dessen Themen in jener Zeit die karge Mittelgebirgslandschaft des Vogelsbergs und seine in Bau- und Landwirtschaft tätige Bevölkerung war.
1950 siedelte er in die DDR über und arbeitete in Erfurt als freier Maler. 1950 bis 1951 war Ortelt Dozent für Wandmalerei in der Abteilung Bildende Kunst der Hochschule für Architektur und Bauwesen Weimar. Nach deren Schließung arbeitete er bis zu seinem Ableben wieder freischaffend in Weimar. 1952 und 1953 hielt er sich zu Studienaufenthalten in Merxleben, wo die erste LPG der DDR gegründet worden war, und im Industrieort Unterwellenborn auf. In Weimar begründete er 1952 seine Lebensgemeinschaft mit Lilo Michaelis, die er seit 1934 kannte, und die er 1957 heiratete. Sie war seine Gefährtin, Muse und Modell.
Karl Ortelt hatte sich Anfang der 1950er Jahre thematisch dem Krieg und seinen Folgen gestellt: den zerstörten Städten, der Not der Flüchtlinge, dem Schicksal der Heimkehrer, der Einsamkeit alter Menschen. Aber auch die mögliche Schönheit des Lebens feierte er in Bildern menschlicher Wärme und Nähe. Ende der 1950er Jahre entstanden Stadtansichten. Sein Hauptwerk schuf er in Weimar. Als zur Vorbereitung der Dritten Deutschen Kunstausstellung in Dresden „Künstlerbrigaden“ gebildet wurden, die für die Ausstellung „realistische Kunstwerke“ schaffen sollten, beteiligte er sich in der Wartburgbrigade mit Erwin Görlach, Carl Kuhn (Maler), Wolfgang Taubert und Rudolf G. Werner. Von ihnen eingereichte Arbeiten wurden auch ausgestellt.
Im Laufe der Jahre zog sich Ortelt vom offiziellen Kunstgeschehen zurück. Er folgte mit dieser Entscheidung seiner instinktiven Skepsis gegenüber verabsolutierten Wahrheiten. Seine Frau sorgte für beider Lebensunterhalt und war ihm, wie er 1958 in seinem Tagebuch festhielt, bald „der einzige Mensch“.
Ortelt starb nach einer schweren Operation. Er hinterließ etwa 11.200 Zeichnungen und 1100 malerische Arbeiten.

## Rezeption
„Karl Ortelt, der sein Hauptwerk in Weimar unter den spezifischen Bedingungen einer künstlerischen Existenz in der DDR schuf, stellte den Lebensumständen ein Werk entgegen, in dem die Auseinandersetzung mit existentiellen Fragen des Daseins das Kriterium seines Künstlertums blieb.“

## Werke (Auswahl)

### Tafelbilder
- Prüfen der Charge (Öl, 120 × 140 cm; auf der Dritten Deutsche Kunstausstellung)[6]
- Heimkehr der Traktoristen (1951, Öl)[7]
- Der Maler und seine Frau (1958, Öl)[8]
- Blauer Turm (1958, Öl)[8]
- Mann mit roter Decke (1961/1962, Öl, 95,5 × 63 cm; Ortelt zugeschrieben; Zentrum für verfolgte Künste)[9]

### Lithografien
- Kleiner Hafen[10]
- Badestube[10]
- Nach dem Fischfang[10]
- Sternbrücke[10]

## Ausstellungen (unvollständig)

### Postume Einzelausstellungen
- 2007: Weimar, Stadtmuseum Weimar und Galerie Hebecker (Retrospektive)
- 2017: Weimar, Galerie Hebecker (Malerei und Zeichnungen)

### Ausstellungsbeteiligungen
- 1940: Halle/Saale, Städtisches Moritzburg-Museum („Junges Kunstschaffen der Gaue Halle-Merseburg, Magdeburg-Anhalt und Thüringen“)

- 1953: Dresden, Dritte Deutsche Kunstausstellung
- 1954: Altenburg/Thür., Lindenau-Museum („100 Jahre Staatliches Lindenau-Museum“)

#### Postum
- 1986: Leipzig, Galerie Süd

## Weitere Museen und öffentliche Sammlungen mit Werken Ortelts (mutmaßlich unvollständig)
- Erfurt, Angermuseum[11]
- Frankfurt/Oder, Museum Junge Kunst[12]
- Weimar, Bauhaus-Universität Weimar, Archiv der Moderne[13]